# Dziewczyny do wzięcia
Dziewczyny do wzięcia – polska komedia z 1972 roku w reżyserii Janusza Kondratiuka. Film czarno-biały.

## Obsada
- Ewa Szykulska – dziewczyna pracująca na poczcie, poderwana przez „inżyniera”
- Ewa Pielach – Pućka, dziewczyna poderwana przez „magistra”
- Regina Regulska – Marta, dziewczyna nie lubiąca kremu, poderwana przez kelnera
- Jan Stawarz – „inżynier”
- Jan Mateusz Nowakowski – „magister”
- Zbigniew Buczkowski – kelner
- Jan Himilsbach – kelner
- Małgorzata Niemen – kelnerka
- Jadwiga Chojnacka – bileterka w teatrze
- Iga Cembrzyńska – we własnej osobie, przechodząca w foyer teatru
- Stanisław Mikulski – we własnej osobie, przechodzący w foyer teatru

## Opis fabuły
Film opowiada o jednodniowej przygodzie prowincjonalnych młodych dziewcząt pragnących przerwać monotonię życia na wsi. Trzy panny z podwarszawskiej miejscowości przybywają do stolicy, aby zaznać odrobinę wielkomiejskiego blichtru, z nadzieją na rozrywkę, poznanie chłopaka, a w perspektywie – może i trwały związek. Wpadają w oko dwóm mężczyznom, równie skrępowanym jak one same. Gdy wydaje się, że przyjdzie zakończyć dobrze rozpoczęty wieczór, sytuację i męski honor podrywaczy ratuje ich znajomy, kelner-światowiec, który udostępnia całej piątce klucze od własnego mieszkania, a po pracy dołącza do nich. Dziewczyny dobierają się w pary z poznanymi mężczyznami i spędzają wieczór, a w drodze powrotnej do domu pociągiem snują plany na przyszłość.

## Plenery
Jako plenery posłużyły m.in.: dworzec kolejowy Warszawa Śródmieście, Pałac Kultury i Nauki, dawna kawiarnia „Hortex” przy ul. Świętokrzyskiej.

## Ścieżka dźwiękowa
- W pociągu do Warszawy dziewczyny śpiewają piosenkę „Moda i miłość” grupy Czerwone Gitary z albumu Czerwone Gitary (3) oraz „Kiedyś przecież spotkamy się znów” grupy Wiślanie 69.
- W filmie wykorzystano utwór pt. „Człowiek na człowieka” wykonywaną przez Halinę Kunicką (dwukrotnie odgrywany fragment).
- Kelner (Zbigniew Buczkowski) śpiewa Marcie utwór „Pieski małe dwa”.
- Jako piosenkę końcową wykorzystano utwór „Com uczynił” w wykonaniu Czesława Niemena (słowa Bolesław Leśmian). Na planie filmu muzyk po raz pierwszy spotkał występującą w nim epizodycznie Małgorzatę Niemen, która później została jego żoną[1].

## Nagrody
- 1972: Złoty Ekran (przyznawany przez pismo „Ekran”)
- 1973: Jantar (KSF „Młodzi i Film”, I Międzynarodowe Spotkania Filmowe „Młodzież na ekranie” w Koszalinie) – nagroda dla najlepszego filmu telewizyjnego